# Javier López
Javier Alfonso López (né le 11 juillet 1977 à San Juan, Porto Rico) est un lanceur de relève gaucher des Giants de San Francisco de la Ligue majeure de baseball.
López, un spécialiste gaucher,, remporte la Série mondiale 2007 avec les Red Sox de Boston, puis avec les Giants les Séries mondiales de 2010, 2012 et 2014.

## Carrière

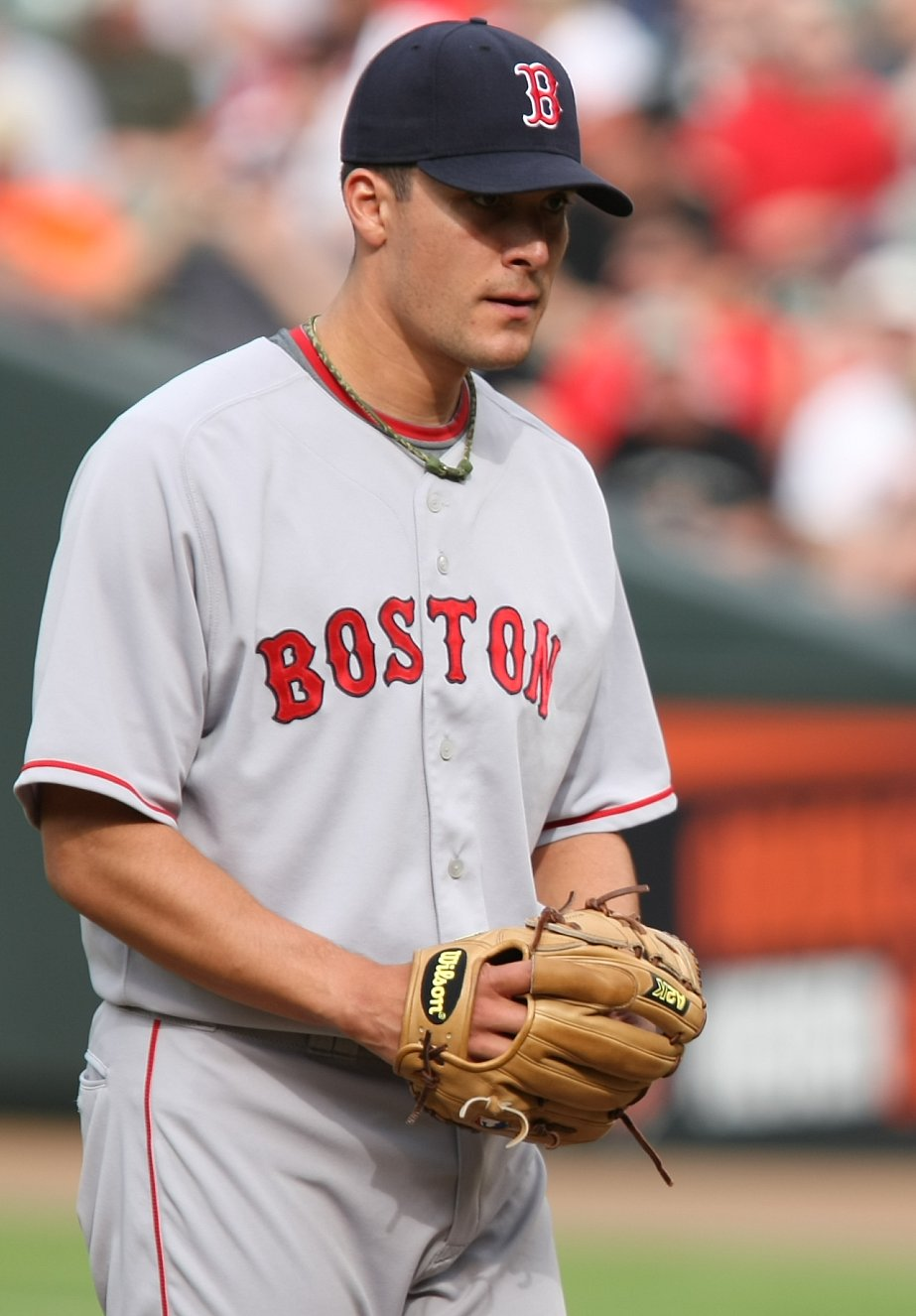
Javier López en 2008 avec les Red Sox de Boston.

Après des études supérieures à l'Université de Virginie où il joue avec les Cavaliers de la Virginie, Javier López est repêché le 2 juin 1998 par les Diamondbacks de l'Arizona au quatrième tour de sélection.
Encore joueur de Ligue mineure, Javier López est transféré chez les Red Sox de Boston le 16 décembre 2002, puis est échangé aux Rockies du Colorado le 18 mars 2003. Il fait ses débuts en Ligue majeure le 3 avril 2003 sous l'uniforme des Rockies.
Libéré par les Rockies, il rejoint les Diamondbacks de l'Arizona le 14 avril 2005.
Devenu agent libre à l'issue de la saison 2005, il s'engage avec les White Sox de Chicago le 9 janvier 2006 avant d'être échangé aux Red Sox de Boston le 15 juin 2006 contre David Riske. Il participe à la victoire des Red Sox lors de la Série mondiale 2007.
Il est sélectionné en équipe de Porto Rico et prend part la Classique mondiale de baseball 2009. Il entre en jeu au cours de trois matches pour 2,1 manches lancées et aucun point accordé.
Son début de saison 2009 est catastrophique avec les Red Sox (9,26 de moyenne de points mérités en 14 matchs et 11,2 manches lancées). Il quitte l'effectif actif des Red Sox le 10 mai puis est versé en Triple-A le 15 mai chez les Pawtucket Red Sox.
En décembre 2009, il signe un contrat d'une saison avec les Pirates de Pittsburgh.

### Giants de San Francisco
Le 31 juillet 2010, Lopez est échangé aux Giants de San Francisco en retour du voltigeur John Bowker et du lanceur droitier Joe Martinez. En séries éliminatoires, il accorde un point mérité sur un coup sûr en quatre manches et un tiers lancées dans la Série de championnat de la Ligue nationale entre les Giants et les Phillies de Philadelphie, au cours de laquelle il effectue cinq sorties en relève et enregistre quatre retraits sur des prises. Il est déclaré lanceur gagnant du sixième duel de l'affrontement, qui permet aux Giants de passer en Série mondiale. Impeccable tant en Série de divisions contre Atlanta qu'en grande finale contre Texas, López gagne avec ses coéquipiers la Série mondiale 2010.
En 2011, il remporte cinq de ses sept décisions en saison régulière avec les Giants et maintient une très bonne moyenne de points mérités de 2,72 dans ses 70 sorties au monticule.

## Statistiques
| Saison | Équipe        | G   | GS | CG | SHO | V  | D | SV | IP    | SO  | ERA   |
| ------ | ------------- | --- | -- | -- | --- | -- | - | -- | ----- | --- | ----- |
| 2003   | Colorado      | 75  | 0  | 0  | 0   | 4  | 1 | 1  | 58.1  | 40  | 3,70  |
| 2004   | Colorado      | 64  | 0  | 0  | 0   | 1  | 2 | 0  | 40.2  | 20  | 7,52  |
| 2005   | Colorado      | 3   | 0  | 0  | 0   | 0  | 0 | 0  | 2.0   | 1   | 22,50 |
| 2005   | Arizona       | 29  | 0  | 0  | 0   | 1  | 1 | 2  | 14.1  | 11  | 9,42  |
| 2006   | Boston        | 27  | 0  | 0  | 0   | 1  | 0 | 1  | 16.2  | 11  | 2,70  |
| 2007   | Boston        | 61  | 0  | 0  | 0   | 2  | 1 | 0  | 40.2  | 26  | 3,10  |
| 2008   | Boston        | 70  | 0  | 0  | 0   | 2  | 0 | 0  | 59.1  | 28  | 2,43  |
| 2009   | Boston        | 14  | 0  | 0  | 0   | 0  | 2 | 0  | 11.2  | 5   | 9,26  |
| 2010   | Pittsburgh    | 50  | 0  | 0  | 0   | 2  | 2 | 0  | 38.2  | 22  | 2,79  |
| 2010   | San Francisco | 27  | 0  | 0  | 0   | 2  | 0 | 0  | 19.0  | 16  | 1,42  |
| Totaux | Totaux        | 420 | 0  | 0  | 0   | 15 | 9 | 4  | 301.1 | 190 | 4,18  |

| Saison | Équipe        | G  | GS | CG | SHO | V | D | SV | IP   | SO | ERA   |
| ------ | ------------- | -- | -- | -- | --- | - | - | -- | ---- | -- | ----- |
| 2007   | Boston        | 5  | 0  | 0  | 0   | 0 | 0 | 0  | 2.1  | 0  | 15,43 |
| 2008   | Boston        | 3  | 0  | 0  | 0   | 0 | 1 | 0  | 2.2  | 1  | 3,37  |
| 2010   | San Francisco | 9  | 0  | 0  | 0   | 1 | 0 | 0  | 5.2  | 6  | 1,59  |
| Totaux | Totaux        | 17 | 0  | 0  | 0   | 1 | 1 | 0  | 10.2 | 7  | 5,06  |

Note: G = Matches joués ; GS = Matches comme lanceur partant ; CG = Matches complets ; SHO = Blanchissages ; 
V = Victoires ; D = Défaites ; SV = Sauvetages ; IP = Manches lancées ; SO = retraits sur des prises ; ERA = Moyenne de points mérités.